# 法比奥·阿尔巴雷利
法比奥·阿尔巴雷利（義大利語：Fabio Albarelli，1943年6月26日—1995年10月4日），意大利男子帆船运动员。他曾代表意大利参加1968年和1976年夏季奥林匹克运动会帆船比赛，获得一枚铜牌。